# 혼고 코지로

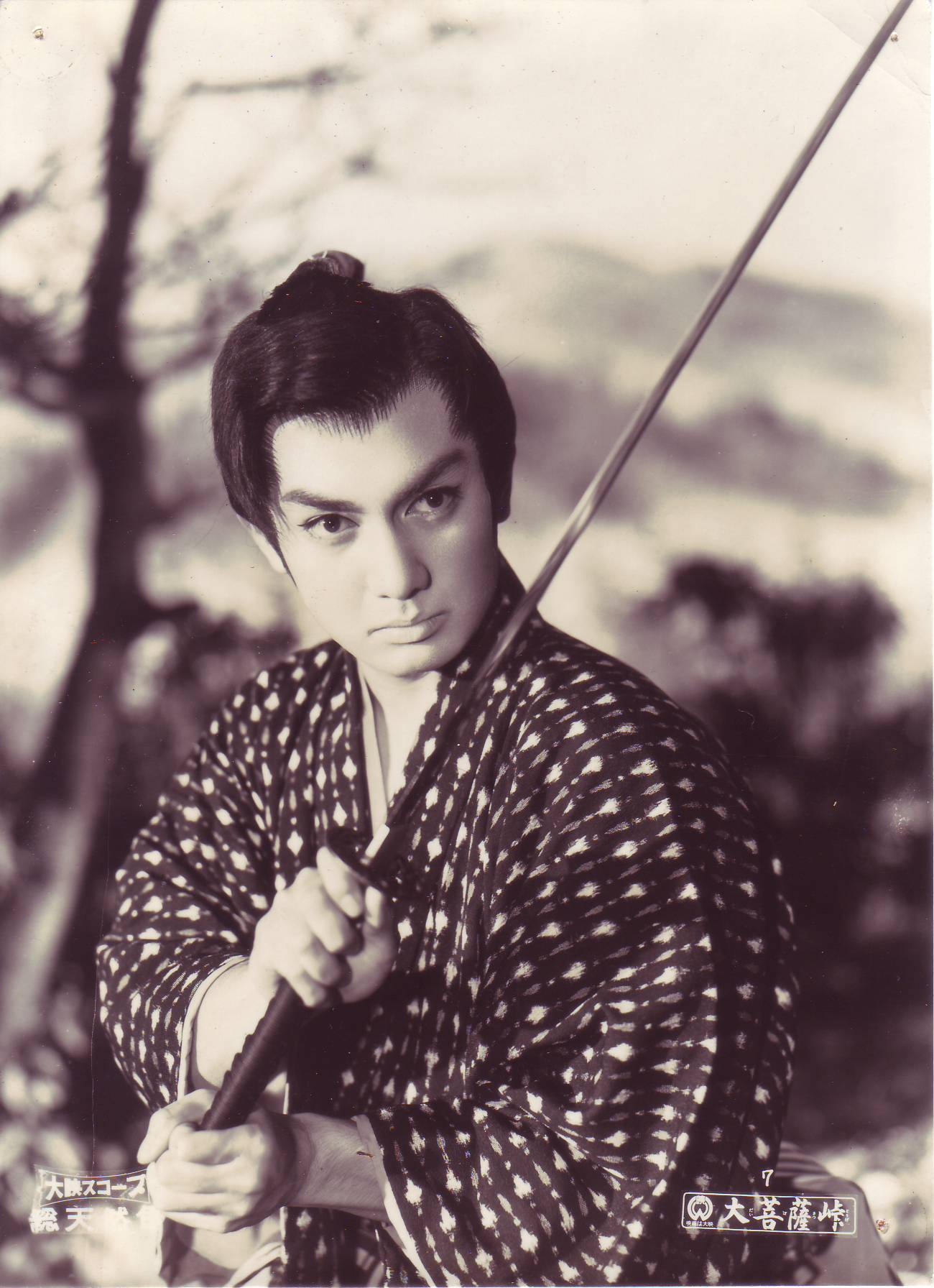

혼고 코지로(Kojiro Hongo, 1938년 2월 15일 ~ 2013년 2월 14일)는 일본의 배우, 영화배우이다.
오카야마시에서 태어났으며 요코하마시에서 사망하였다.

## 영화
- 도쿄 마피아 2 (1995년)
- 도쿄 마피아 1 (1995년)
- 가메라: 대괴수 공중결전 (1995년)
- 공수바보일대 (1977년)
- 츠가루 종가라부시 (1973년)
- 가메라 4 - 가메라 대 우주괴물 비라스 (1968년)
- 가메라 3 - 가메라 대 가오스 (1967년)
- 다이마진 이카루 (1966년)
- 가메라 2 - 가메라 대 바루곤 (1966년)
- 다이소우사모우 (1965년)